# Апостольский нунций в Джибути
Апостольский нунций в Республике Джибути — дипломатический представитель Святого Престола в Джибути. Данный дипломатический пост занимает церковно-дипломатический представитель Ватикана в ранге посла. Апостольская нунциатура в Джибути была учреждена на постоянной основе 26 марта 1992 года, в ранге апостольской делегатуры. 
В настоящее время Апостольским нунцием в Джибути является архиепископ, назначенный Папой Львом XIV.

## История
Папа был представлен в Джибути до 1969 года апостольской нунциатурой в Восточной Африке с резиденцией в Момбасе, в Кении.
3 июля 1969 года, буллой «Sollicitudo Omnium» Папы Павла VI, была учреждена Апостольская делегатура региона Красного моря с резиденцией в Хартуме, с юрисдикцией над Джибути, Суданом, Сомали и южной частью Аравийского полуострова.
26 марта 1992 года, бреве «Suo iam pridem» Папы Иоанна Павла II, в Джибути была учреждена автономная Апостольская делегатура, а Апостольская делегатура региона Красного моря приобрела название Апостольской делегатуры на Аравийском полуострове. 
23 декабря 2000 года апостольская делегатура была возведена в ранг Апостольской нунциатуры. Однако апостольский нунций не имеет официальной резиденции в Джибути, в его столице Джибути и является апостольским нунцием по совместительству, эпизодически навещая страну. Резиденцией апостольского нунция в Джибути является Аддис-Абеба — столица Эфиопии.

## Апостольские нунции в Джибути

### Апостольские делегаты
- Патрик Коувни, титулярный архиепископ Сатриано — (26 марта 1992 — 27 апреля 1996 — назначен апостольским про-нунцием в Новой Зеландии, на Маршалловых Островах, Самоа, Тонга и на Фиджи, а также апостольский делегат на Тихом океане);
- Сильвано Мария Томази C.S., титулярный архиепископ Черчины и Азоло — (27 июня 1996 — 23 декабря 2000 — назначен апостольским нунцием).

### Апостольские нунции
- Сильвано Мария Томази C.S., титулярный архиепископ Черчины и Азоло — (23 декабря 2000 — 10 июня 2003 — назначен постоянным наблюдателем Святого Престола при отделении ООН и специализированных учреждений ООН в Женеве и при Всемирной торговой организации);
- Рамиро Молинер Инглес, титулярный архиепископ Сарды — (17 января 2004 — 26 июля 2008 — назначен апостольским нунцием в Албании);
- Георг Паникулам, титулярный архиепископ Каудиума — (18 декабря 2008 — 14 июня 2014 — назначен апостольским нунцием в Уругвае);
- Луиджи Бьянко, титулярный архиепископ Фалероне — (10 сентября 2014 — 4 февраля 2019 — назначен апостольским нунцием в Уганде);
- Антуан Камиллери, титулярный архиепископ Скалхолта — (31 октября 2019 — 20 мая 2024 — назначен апостольским нунцием на Кубе).